# Protómero
En la biología estructural, un protómero es la unidad estructural de una proteína oligomérica. Un protómero puede ser una subunidad de la proteína o varias subunidades diferentes, que se reúnen en una estequiometría definida para formar un oligómero. El protómero es el conjunto más pequeño de diferentes subunidades que forman el oligómero. El protómero suelen organizar en la simetría cíclica de forma cerrada simetrías grupo de puntos. Protómeros son la subunidad principal en una cápside viral.

## Ejemplos
Diferentes cadenas polipeptídicas (subunidades) son convencionalmente designadas por letras griegas. El número de cada subunidad del complejo oligoméricos es indicado por el subíndice, similar a una fórmula química de los elementos.
- La hemoglobina se compone de dos cadenas α y dos cadenas β-. La estequiometría oligómero es, pues, α2β2. La hemoglobina es una heterotetrámero que consta de cuatro subunidades (dos α y dos β). Se trata de un dímero de dos αβ-protómeros.
- Carbamoiltransferasa aspartato tiene una composición subunidad α6β6. Los seis αβ-protómeros están dispuestos en simetría 3D.

- Datos: Q3408140